# Ліван у давнину
Ліван сформувався як єдина географічна область дуже давно. Перша відома згадка назви Ліван знаходиться у епосі про Гільгамеша, датованим приблизно 2900 до н. е. Там ця назва записана як Лаабнана (Laabnana) та посилається на гори сучасного Лівану. Назва згадується знову всіма культурами регіону, єгиптянами, аккадцями, шумерами, до нас дошли тексти бібліотеки Ебли (2400 р. до н.е) та табличка, підписана царем Ассирії Шамсі-Ададом (18 ст. до н.е), яка каже: «Я встановив моє ім'я і мою стелу у Лабані (Laban) на берегах Великого Моря». Інколи ця територія або її частини називалися іншими назвами, наприклад Фінікією, як греки називали узбережжя Лівану, але саме Ліван був більш визнаною територіальною і культурною одиницею, ніж будь-яка з них.

## Найдавніший період
Судячи по знаряддю, знайденому в печерах уздовж узбережжя сучасного Лівану, ця область була населена починаючи з кінця палеоліту – початку неоліту. Одомашнювання рослин та тварин призвело до осілого способу життя (неолітична революція, близько 10 000 до н.е.). Першим відомим постійним поселенням став Біблос або Бібл (сучасний Джубейль). У цьому місті також знайдені сліди першої в Лівані кераміки і металургії (спершу міді, потім бронзи), які датовані IV-м тисячоліттям до н.е. Фінікійці, які на той час складали єдиний народ з ханаанеянами Палестини, ймовірно прибули до цієї території близько 3000 р. до н.е., після чого стала вживатися назва Фінікія (грецький термін, що застосувався до узбережжя, але не гір Лівану). Геродот і інші античні автори свідчать, що вони прибули з узбережжя Еритрейського моря (тобто Перської затоки), але ніяких археологічних доказів цього немає.
У 4–му, початку 3-го тисячоліть до н.е. на територію Лівану переміщуються семітські ханаанські племена, з яких виділилися фінікійці, що оселилися на узбережжі Середземного моря від гирла Оронта до гір Кармель. Вони займалися сільським господарством, обробкою металів, рибальством, торгівлею і мореплаванням. Змішавшись з місцевим населенням, фінікійці розширили колишні міста і побудували нові. На початку III тисячоліття до н.е. на узбережжі з’явилися нові міста-держави, населені фінікійськими мореплавцями і торговцями. Найважливішими з них були Тір (Сур), Сідон (суч. Сайда) і Беріт (суч. Бейрут), Біблос все ще зберігав своє значення. Ці центри перетворилися на невеликі міста-держави, що змагалися між собою.
Найраніші артистичні вироби фінікійців знайдені в Мемфісі, в пошкодженому барельєфі Фараона Сахура 5-ї династії (середина 25-го – початок 24-го століть до н.е.). Він показує прибуття малоазіатської принцеси як нареченої фараона, її ескорт - флот морехідних суден, ймовірно типу, відомого у Єгипті як «Біблоський тип».
Мало що відоме про історію гірських районів Лівану в найдавніший період. У внутрішній області, біля підніжжя хребта Ліван, стародавні люди заселили територію сучасного Лівану не пізніше 1 млн років до н.е. У мустьєрську епоху (бл. 50 тис. років до н.е.) жителі мешкали в гротах, а в неолітичний період почали створюватися постійні поселення і перші міста.
Приблизно в 2150 до н. е. на Ліван починається тиск Аморитів, після чого розпочинаються тісні контакти з Єгиптом. У 18 столітті до н. е. гіксоси захоплюють цю територію на шляху до Єгипту. Приблизно у 1539 до н. е. фараон Ахмос I розбив гіксосів та поставив їх територію (включаючи Фінікію) під свій контроль. Влада єгиптян протрималася, з короткими перервами, майже чотири століття.
Фінікійці, особливо після 12 ст. до н. е., коли їх міста-держави отримали незалежність, заснували безліч колоній на узбережжі Середземного моря, особливо в Тунісі (зокрема, Карфаген), на заході Сицилії, на Сардинії, в південній Іспанії, Алжирі і Марокко.
У 6 ст. до н. е. фінікійські міста-держави були захоплені Персією. У 4 ст. до н. е. їх підкорив Олександр Македонський, а згодом вони перейшли у володіння Селевкидів. Після завоювання Єгипту і Сирії в І ст. до н. е. Римом, вони підпали під його владу, а територія Фінікії була включена до складу провінції Сирія.
Фінікійські прибережні міста грали велику роль в економічному житті Середземномор'я, по якому пролягали важливі торгові шляхи аж до 7 століття, коли Сирія, Єгипет і Північна Африка були завойовані арабами.

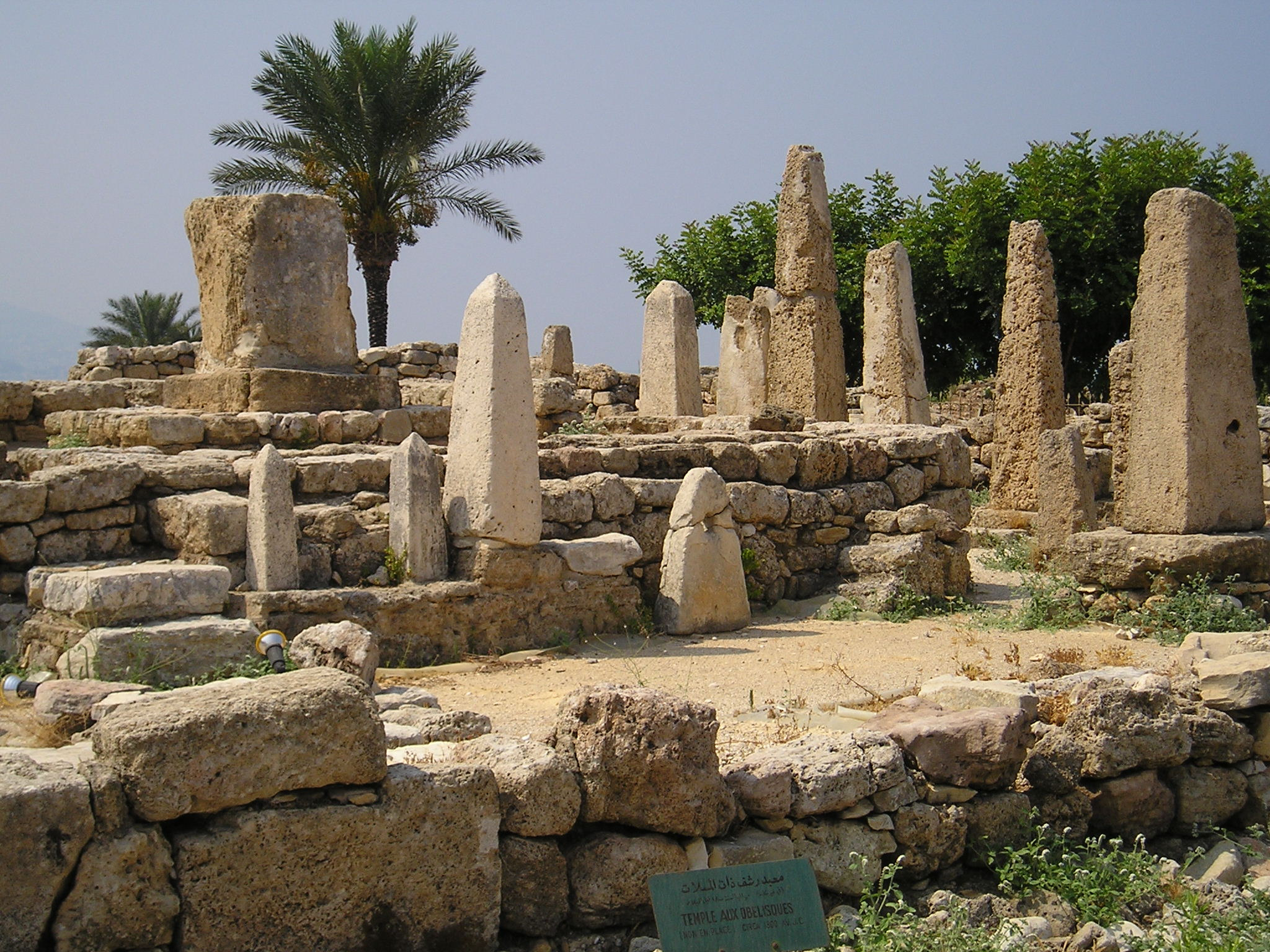
Храм Обелісків, Біблос, 19 століття до н. е.

Територія Лівану рано стала привертати до себе увагу Давнього Єгипту. Вже в 4-му тисячолітті до н.е. встановилися морські контакти між Єгиптом і Біблом. У 3–2-му тисячолітті до н.е. торгові зв'язки фінікійців з Єгиптом розширювалися, досягнувши піку в період 1991–1786 до н.е. Після завоювання Єгипту племенами гиксосів (кінець 18 ст. до н.е.) у відносинах настав новий етап. У середині 16 ст. до н.е. над фінікійськими містами була встановлена верховна влада Єгипту.
Друга половина 2-го тисячоліття до н.е. — час розквіту фінікійської культури. У цей період у Фінікії виникає алфавіт, який потім запозичували інші народи (семіти, греки, римляни тощо). Завдяки фінікійським мореплавцям, культурний вплив цієї невеликої країни широко розповсюджується в басейні Середземного моря. Особливого розвитку в містах Фінікії досягли ремесло, виробництво пурпуру і виготовлення пурпурної шерсті, литво і чеканка металу, виробництво скла і кораблебудування.
У 14 ст. до н.е. у фінікійських містах спалахували гострі політичні і соціальні конфлікти: у Біблосі був звалений цар Ріб-Адді, в Тірі – цар Абімільк. Цар Сідона Зімріеда зумів здобути перемогу над Тіром і відрізати його від материка. У 13–12 ст. до н.е. фінікійським державам вдалося домогтись фактичної незалежності від Єгипту. У 10 ст. до н.е. гегемонія в країні переходить до Тіру, і його цар Ахирам створює об'єднану Тіро-Сідонську державу. Проте після його смерті послідкувала низка переворотів і повстань, і окремі міста знову стали самостійними.
З кінця 2-го тисячоліття до н.е. почалася фінікійська колонізація Центрального і Західного Середземномор'я. У подальші сторіччя міста фінікійців з'явилися в Північній Африці (аж до узбережжя Атлантичного океану), Південній Іспанії, на Сицилії, Сардинії і інших островах. Спільно з Ізраїльсько-юдейським царством фінікійці організували в 10 ст. до н.е. плавання в золотоносну землю Офір (ймовірно, на узбережжі Індійського океану)
З 875 року до н. е. панування над Фінікією переходить до Ассирії, що зробила ряд спустошливих походів проти фінікійських міст. Власті Ассирії збирали великі податі і жорстоко пригнічували народні повстання. Рятуючись від важкої долоні завойовників, в 814 році до н. е. частина населення Тіру, на чолі з принцесою Дідоною, втекла з міста і заснувала на території сучасного Тунісу нове поселення — Карфаген. Згодом йому підкорялася велика частина фінікійських колоній в Західному і Центральному Середземномор'ї.

## Ліван під владою Ассирії та Персії
Тір неодноразово намагався чинити опір диктату Ассирії. У 722 до н. е. Ассирія, заручившись підтримкою інших міст, обложила і захопила Тір.
У 701 до н. е. ассирійці придушили повстання в Сідоні, а в 677 до н. е. місто було зруйноване. Проте в 607—605 до н. е. Ассирійська держава пала. У боротьбу за панування над Фінікією вступили Вавилонія і Єгипет.
Єгипетський фараон Нехао доручив фінікійським мореплавцям здійснити перше відоме в історії плавання навколо Африки. У 574—572 до н. е. вавилонському царю Навуходоносору II вдалося примусити Тір визнати свою владу. У подальші роки країна переживала нові соціальні і політичні потрясіння; у 564—568 до н. е. в Тірі була навіть тимчасово ліквідована монархія. У 539 до н. е. після падіння Нововавилонського царства Фінікія увійшла до складу Перської держави.
Фінікійські міста зберігали автономію в рамках Персії, а в 5 ст. до н. е. їх флот підтримував персів в ході греко-перських воєн. Проте, вже в 4 ст. до н. е. починають наростати антиперські настрої, спалахують повстання. Перська армія захопила і зруйнувала Сідон, але він був незабаром відновлений. Коли в 333 до н. е. до Фінікії вступили війська Олександра Македонського, вони майже не зустріли опору. Тільки Тір відмовився визнати його владу і в 322 до н. е. був взятий штурмом після шестимісячної облоги.

## Греко-римський період

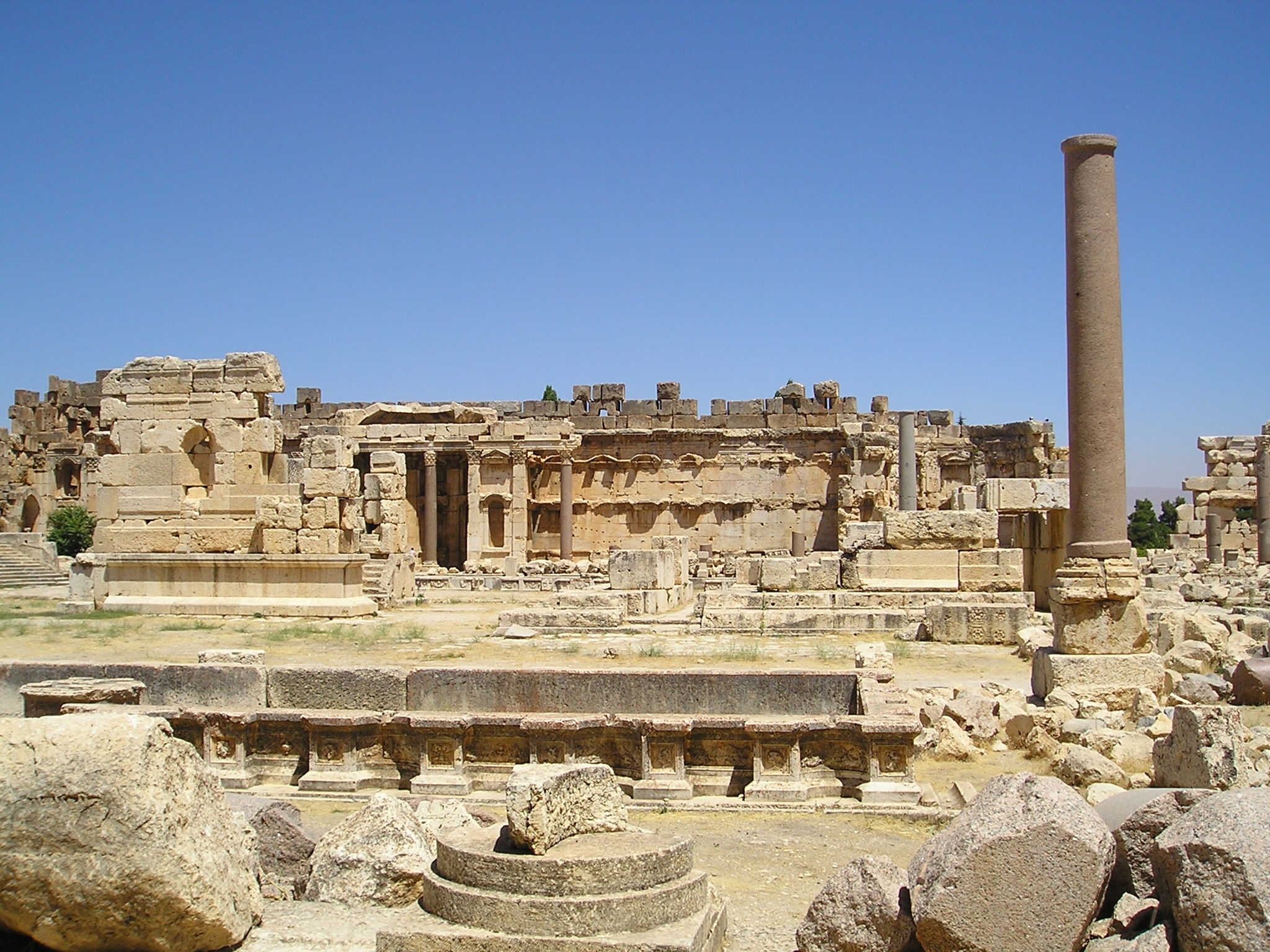
Римський Великий двір Баальбека

Після розпаду держави Олександра, Фінікія потрапила спочатку під владу єгипетських Птолемеїв, а у середині 3 ст. до н.е. – сирійських Селевкидів. У цей період відбувається інтенсивна елінізація країни. У ряді міст була ліквідована царська влада і ними якийсь час правили тирани. У 64–63 до н. е. територія Лівану була завойована військами римського полководця Помпея і включена до складу Римської держави. Під владою Риму відбулося економічне відродження прибережних міст, а Бейрут перетворився на військовий і торговий центр римлян на Сході. У Біблосі і Баальбекі споруджувалися нові храми, Тір славився своєю філософською школою, а Бейрут – своєю школою права. Руїни численних римських поселень виявлені на прибережних пагорбах. З середини І ст. н. е. у Фінікії набуває поширення християнство.
Після розділу Римської імперії в 395, територія Лівану опинилася у складі Східної Римської імперії (Візантії). Бейрут, не зважаючи на руйнівний землетрус в 555, залишався важливим центром вивчення права. Два видні представники бейрутської школи були залучені імператором Юстиніаном (527–565) до складання його знаменитого кодексу законів.